# Русиловский сельский совет
Русиловский сельский совет (укр. Русилівська сільська рада) — входит в состав
Бучачского района
Тернопольской области
Украины.
Административный центр сельского совета находится в 
с. Русилов.

## Населённые пункты совета
- с. Русилов